# Homorthodes rectiflava
Homorthodes rectiflava är en fjärilsart som beskrevs av Smith 1908. Homorthodes rectiflava ingår i släktet Homorthodes och familjen nattflyn. Inga underarter finns listade i Catalogue of Life.